# Lyons (Nebraska)
Lyons – miasto w Stanach Zjednoczonych, w stanie Nebraska, w hrabstwie Burt.